# Finland i olympiska vinterspelen 1948
Finland deltog i olympiska vinterspelen 1948.Truppen bestod av 24 idrottare, alla var män.

## Medaljer

### Guld
- Nordisk kombination
  - Herrar individuell:  Heikki Hasu

### Silver
- Längdskidåkning
  - Herrar 4 x 10 km:   August Kiuru, Teuvo Laukkanen, Sauli Rytky, Lauri Silvennoinen
- Nordisk kombination
  - Herrar individuell:  Martti Huhtala
- Hastighetsåkning på skridskor
  - Herrar 10000 m:  Lassi Parkkinen

### Brons
- Längdskidåkning
  - Herrar 50 km:  Benjamin Vanninen
- Hastighetsåkning på skridskor
  - Herrar 10000 m:  Pentti Lammio